# Politische Kultur
Politische Kultur ist ein politikwissenschaftlicher, soziologischer und historischer Fachbegriff, mit dem die Verteilung aller kognitiven, emotionalen und beurteilenden (evaluativen) Einstellungen bezüglich politischer Fragestellungen, insbesondere Einstellungen zur generellen Ordnung, Organisation des politischen Systems in einer Gesellschaft und zur eigenen Rolle im System bezeichnet wird.
Die politische Kultur eines Staates oder von Teilen seiner Bevölkerung kann verschiedene Formen annehmen, wenn z. B. die Mehrheit eine demokratische politische Ordnung präferiert, ist die politische Kultur als „demokratisch“ zu bezeichnen, wobei mehrere Formen demokratischer politischer Kultur denkbar sind. Wenn politische Kultur und politische Ordnung eines Staates deutlich und langfristig differieren, kann das zu schwerwiegenden Legitimationsproblemen des Staates und damit zu seiner Destabilisierung führen. Es bestehen auch Auswirkungen auf die Integration, Partizipation und politische Beteiligung der Gesellschaftsmitglieder.

## Begriffsgeschichte
Der Begriff politische Kultur wurde von Gabriel A. Almond eingeführt. Im Unterschied zur alltäglichen Begriffsverwendung ist der Begriff von Almond empirisch-analytisch zu verstehen und daher wertfrei.

“Every political system is embedded in a particular pattern of orientation to political action. I have found it useful to refer to this as the political culture.”

„Jedes politische System ist eingebettet in einem bestimmten Orientierungsmuster für das politische Handeln. Ich fand es hilfreich, diesen Sachverhalt politische Kultur zu nennen.“

Im allgemeinen Sprachgebrauch in Deutschland wird der Begriff politische Kultur oft wertend verwendet und beschreibt die Umgangsformen der Volksvertreter. Diese Verwendung des Begriffs im Sprachgebrauch und in der Presse ist von der analytischen wissenschaftlichen Begriffsdefinition zu unterscheiden.

## Forschungsansätze politischer Kulturforschung
Politische Kulturforschung entwickelte sich aus dem weiten Feld der Einstellungsforschung heraus und beschäftigt sich mit den Zusammenhängen zwischen gesellschaftlichen Werte- und Normensystemen (Kultur) einerseits und institutionellen Bedingungen (Struktur) andererseits. Dabei stehen Überlegungen zur Übereinstimmung oder Abweichung von Kultur und Struktur und deren Einfluss auf die Stabilität politischer Systeme im Fokus der Forschungsfragen.

### Die „Civic-Culture“-Studie
Erstmals führten Gabriel Almond und Sidney Verba den Begriff political culture in die Politikforschung ein. In den 1950er Jahren versuchten sie die Frage zu klären, weshalb einige junge Demokratien kurz vor dem Zweiten Weltkrieg zerfielen, sich aber andere Systeme mit gleichem institutionellem Design und sozioökonomischem Entwicklungsstand langfristig etablieren konnten. Eine internationale Studie sollte die grundlegende Annahme Almonds und Verbas belegen, dass für den Bestand eines politischen Systems eine gewisse Kongruenz zwischen politischer Kultur und politischem System nötig sei. Die Wissenschaftler definieren politische Kultur folgendermaßen:

“The political culture of a nation is the particular distribution of patterns of orientation toward political objects among the members of the nation.”

Dabei behaupten Almond und Verba, dass sich die Einstellungen der Bürger allgemein in vier Zielbereiche im Verhältnis zum politischen System unterteilen lassen.
1. Der erste Bezugspunkt ist die Selbstwahrnehmung des einzelnen Bürgers innerhalb des politischen Systems (Ego). Es spiegelt politisches Wissen oder politisches Interesse wider.
2. Der zweite Zielbereich stellt die allgemeinen Einstellungen gegenüber dem Aufbau und der Struktur des politischen Systems dar.
3. Die beiden ersten Bereiche werden ergänzt durch die Einstellung gegenüber den Inputmöglichkeiten des politischen Systems (Einschätzung der Teilhabechancen der Bürger) und
4. durch die Einstellung gegenüber den Outputfähigkeiten des politischen Systems (Bewertung der Ergebnisse der Politik).

Die dargestellten Bereiche werden als Einstellungsobjekte bezeichnet (Das Selbst, das allgemeine System, Inputmöglichkeiten und Outputmöglichkeiten). Die Einstellungen der Bürger zu diesen Objekten können auf verschiedenen Arten ausgeprägt sein. So können sie beispielsweise auf Wissen basieren (kognitiv), als Gefühle (affektiv) oder auch in Form von Bewertungen (evaluativ) auftreten.
Das Ergebnis der kollektiven Abfrage dieser Orientierungen samt statistischer Auswertung führt die beiden Wissenschaftler zur Bildung von drei idealtypischen Kulturen:
| Objekte der Orientierung | Aufbau und Struktur des Systems | Inputmöglichkeiten | Outputfähigkeiten | Selbstwahrnehmung |
| ------------------------ | ------------------------------- | ------------------ | ----------------- | ----------------- |
| parochiale Kultur        | –                               | –                  | –                 | –                 |
| Untertanenkultur         | +                               | –                  | +                 | –                 |
| partizipierende Kultur   | +                               | +                  | +                 | +                 |

+ bedeutet das überwiegende Vorhandensein dieser Orientierung in der Bevölkerung, – bedeutet das überwiegende Fehlen dieser Orientierung in der Bevölkerung.
Der Idealtyp einer vormodern parochialen politischen Kultur („Parochie“ bezeichnet den „Amtsbezirk eines Pfarrers“) ist durch wechselseitige „Nichteinmischung“ von Staat und Bürgern geprägt. Die Bürger sind nicht am politischen Handeln interessiert und haben keine Erwartungen an das politische System. Als Beispiel für eine parochiale politische Kultur galt den Politikwissenschaftlern jene von Mexiko und Italien. In Deutschland fanden sie eine Untertanenkultur vor. Diese ist auch davon geprägt, dass die Bürger sich selbst als weitgehend unpolitisch sehen, jedoch wird in dieser Form der politischen Kultur das politische Geschehen verfolgt und von den Bürgern als positiv oder negativ bewertet. In der dritten politischen Kulturform, der partizipativen Kultur, verfolgen die Bürger den sowohl den politischen Prozess und sind auch politisch aktiv und beteiligen sich. Mit der Veröffentlichung ihrer Studie 1963 sprachen sich Almond/Verba eindeutig für eine politische Mischkultur aus parochialen, partizipativen und Untertanen-Elementen als Idealtypus aus. Als Vorbild sollte die politische Kultur der USA sowie Großbritanniens angesehen werden. Eine Folgeuntersuchung Almond und Verbas aus dem Jahr 1980 ergab überraschende Veränderungen der politischen Kulturen der Länder. Während Großbritannien nur noch mit großen Einschränkungen als partizipative Kultur kategorisiert wurde, hatte sich sowohl Deutschland als auch Italien ein großes Stück in Richtung partizipativer Kultur verändert. Diese Folgestudie zeigt die Wandelbarkeit politischer Kultur über die Zeit auf. Ausgehend von dieser Begrifflichkeit erfolgten Weiterentwicklungen des Konzeptes der politischen Kultur durch Seymour M. Lipset und David Easton. Im deutschsprachigen Raum sind die Konzepte von Dieter Fuchs zu erwähnen. Starke Beachtung fand dabei insbesondere das Konzept der politischen Unterstützung von David Easton.

### David Easton – Konzept der politischen Unterstützung
David Easton trug maßgeblich zur Weiterentwicklung der Konzepte der politischen Kulturforschung bei, indem er die Objekte politischer Einstellungen und die Beziehung zwischen Staat und Bürgern (welche er als politische Unterstützung bezeichnete) detaillierter ausarbeitete. Easton differenzierte zwischen diffuser und spezifischer Unterstützung, die sich auf die drei Objekte der politischen Gemeinschaft, des politischen Regimes und der politischen Führung beziehen können. Während spezifische Unterstützung aus der Zufriedenheit des politischen Outputs und der Bewertung von konkreten Ereignissen oder Personen entspringt und sich innerhalb kurzer Zeit ändern kann, speist sich die diffuse Unterstützung eher aus einer allgemeinen Zufriedenheit mit dem politischen System (z. B. der Demokratie) an sich und verändert sich nur langsam über die Zeit. Da die diffuse Unterstützung auch mit Legitimität und Vertrauen verbunden ist, ermöglicht es diese Unterscheidung die fortdauernde Stabilität politischer Systeme zu erklären, auch wenn in der Bevölkerung eine Unzufriedenheit mit spezifischen politischen Outputs herrscht.

### Seymour Martin Lipset – Effektivität und Legitimität
Mit seiner Klassifikation für politische Systeme nimmt Seymour Martin Lipset einen wichtigen Platz in der auf Transformation ausgerichteten politischen Kulturforschung ein. Lipset unterscheidet in seinem Konzept für politische Kulturforschung nur zwischen der Beurteilung der Effektivität eines politischen Systems und dessen Legitimität bei den Bürgern. Auch in Lipsets Überlegungen hat die Stabilität des politischen Systems eine zentrale Bedeutung. So steigt die Stabilität eines Systems je positiver die Effektivität und Legitimität des politischen Systems von der Bevölkerung beurteilt werden. Die Beurteilung der Effektivität setzt sich aus der Beurteilung der Wirtschaft und dem Umgang mit politischen Gegenständen wie z. B. Korruption oder politische Skandale zusammen und hat nach Lipset etwas weniger Einfluss auf die Stabilität als die Beurteilung der Legitimität, welche sich in der Zustimmung der Bevölkerung mit dem allgemeinen politischen System, trotz kurzfristiger Krisen, ausdrücken lässt. Der Kernpunkt von Lipsets Überlegungen spiegelt sich in dem Zusammenspiel von Legitimität und Einfluss wider, mit Hilfe deren er eine Typologie entwickelt, welche Auskunft über die wahrscheinliche Stabilität eines politischen Systems geben kann.

### Karl Rohe
An der Civic-Culture-Studie ist häufig ihr lediglich quantitativer Charakter kritisiert worden. Karl Rohe hat demgegenüber einen stärker qualitative Überlegungen berücksichtigenden Begriff von politischer Kultur ins Feld geführt. Dabei gibt er die Zugänge der klassischen politischen Kulturforschung nicht auf, sondern ergänzt sie durch eine Aufteilung in eine Deutungskultur und Symbolkultur. Damit wird auch symbolischen Repräsentationen, wie zum Beispiel Mahnmalen oder Flaggen eine eigenständige Bedeutung im Konzept der politischen Kulturforschung zuerkannt. Da allerdings kein grundlegendes Buch vorliegt, welches die Konzeption von Karl Rohe konzentriert und detailliert niederlegt, bleiben Studien dieser Richtung in einem eng begrenzten Rahmen. Hierzu trugen auch Probleme der empirischen Umsetzung des Konzeptes bei.

## Politische Kultur der Europäischen Union
Obwohl sich ein Großteil der politischen Kulturforschung auf die politische Kultur einzelner Nationalstaaten konzentriert, wurden auch Versuche unternommen, um die politische Kultur der Europäischen Union zu bestimmen. Anhand von verschiedener Indikatoren wie z. B. die allgemeine Einstellung zur Demokratie, die Demokratiezufriedenheit, das politische Vertrauen und die Anteilnahme an der Politik, wurde die politische Kultur der Mitgliedsstaaten analysiert und als Grundlage für die Beschreibung der politischen Kultur der EU verwendet. Nach Gabriel lässt sich die politische Kultur der EU mit dem Motto „Einheit in Vielfalt“ am besten charakterisieren. In diesem Sinne bildet die Unterstützung der Demokratie als politisches System als gemeinsames Merkmal europäischer, politischer Kultur den Rahmen, in dem die vielfältigen Ausprägungen und Unterschiede der EU-Länder in Bezug auf Demokratiezufriedenheit, politisches Vertrauen sowie politisches Interesse ihren Platz finden.

### Zusammenfassung
Das Konzept der politischen Kultur ist in seiner Anlage vornehmlich ein Makrokonzept, welches auf aggregierte Individualdaten (aus Umfragen) zurückgreift und somit die Mikroebene als Datenbasis einbezieht. Mit der politischen Kultur setzt sich die Politische Kulturforschung auseinander, welche ein Teilbereich der Politikwissenschaft ist. Breite Anwendung erfährt es durch die Vergleichende Politikwissenschaft. Gerade im Umfeld des Cultural Turn und der Transformationsprozesse in Osteuropa konnte es wieder einen wesentlichen Bedeutungsgewinn verbuchen.